# Anywhere for You
Anywhere for You is een nummer van de Amerikaanse boyband Backstreet Boys uit 1997. Het is de vijfde en laatste single van hun titelloze debuutalbum.
Anywhere for You is een ballad die gaat over een jongen die smoorverliefd is op een meisje, en alles voor haar zou willen doen. Het nummer werd in de Verenigde Staten geen hit, maar wel in Europa. In de Nederlandse Top 40 haalde het de 5e positie, en in de Vlaamse Ultratop 50 een bescheiden 20e positie.
Het lied werd in 1994 geschreven door Wayne Perry en Gary Baker en ook aan het eind van dat jaar opgenomen. Een Spaanstalige versie van het lied, genaamd Donde Quieras Yo Iré, werd eind 1995 opgenomen in Zürich, tegelijk met de Spaanstalige versie van 'I'll Never Break Your Heart'.